# Ralf Münnich
Ralf Thomas Münnich (* 1964) ist ein deutscher Wirtschaftsmathematiker. Er ist Survey-Statistiker, Diplom-Mathematiker und seit dem 15. Februar 2006 Inhaber der Professur für Wirtschafts- und Sozialstatistik an der Universität Trier. Münnichs Forschungsschwerpunkte sind Stichprobenverfahren, Varianzschätzung und Datenqualität in komplexen Erhebungen. Darunter ist die Qualitätsmessung statistischer Erhebungen zu verstehen.

## Leben
Münnich promovierte 1996 mit dem Thema Gebundene Hochrechnung bei Stichprobenerhebungen mit Hilfe von Splines am Lehrstuhl für Statistik, Ökonometrie und Unternehmensforschung bei Eberhard Schaich an der Universität Tübingen. Dort übernahm er bis 2005 die Position des Akademischen Rates und habilitierte sich in dieser Funktion 2005 in Statistik und Operations Research mit seiner Habilitationsschrift Varianzschätzung in komplexen Stichproben.
Der Lehrstuhl für Wirtschafts- und Sozialstatistik an der Universität Trier und das Mannheimer Zentrum für Umfragen, Methoden und Analysen erhielten unter Münnichs Leitung vom Bundesministerium des Innern und dem Statistischen Bundesamt in Vorbereitung auf den registergestützten Zensus 2011 den Auftrag zur Erforschung einer Methodik der zugehörigen Stichprobenerhebung.
Dabei wurde ein Stichprobenplan entwickelt, der moderate Kosten und einen geringen Befragungsaufwand mit qualitativ hohen Angaben aus dem Zensus verbindet. Hierfür wurden neue Erhebungsmethoden erforscht und auf ihre praktische Einsatztauglichkeit hin getestet. Das Projekt wurde 2010 beendet, die Ergebnisse wurden 2012 veröffentlicht.
Von September 2020 bis September 2024 war Münnich Vorsitzender des Vorstands der Deutschen Statistischen Gesellschaft.